# Czesław Tobolski
Czesław Tobolski (ur. 18 grudnia 1952) – polski trener siatkarski.
Od 2007 do 2009 pracował nad organizacją ośrodka szkolenia młodzieży w Białymstoku, szkoleniem młodzieży (II liga). Prowadził wykłady na WSWFiT w Białymstoku oraz szkolenia na kursach trenerskich na WSWFiT.

## Kariera trenerska
- 1977-1986 Czarni Słupsk
- 1986-1989 Ogniwo Szczecin
- 1989-1991 Budowlani Toruń
- 1991-1992 Pałac Bydgoszcz
- 1992-1995 Azoty Chorzów[1]
- 1995-2000 Augusto Kalisz
- 2000-2001 Danter Poznań
- 2000-2004 Calisia Kalisz
- 2004-2007 AZS Pronar Zeto Białystok
- 2009-2010 Rabita Baku – I trener, później jako trener koordynator
- 2011-2013 AZS Białystok
- 2013-     Białostocka Akademia Siatkówki

## Sukcesy trenerskie
- 1977-1986:
  - 4. miejsce w Finale Four Ligi Mistrzów
  -  2x  Mistrzostwo Polski
  -  2x  Puchar  Polski
  -  Wicemistrzostwo  Polski
  -  4x Mistrzostwo  Polski Juniorek
- 1989-1991:
  - Awans  z  I B do ekstraklasy
- 1991-1992:
  -  Zdobycie Pucharu  Polski  z drużyną  z serii B
  - Awans do  ekstraklasy
- 1992-1995:
  - Awans  z I B  do ekstraklasy  i utrzymanie się w niej
- 1995-2000:
  -  2x  Puchar  Polski
  -  2x  Mistrzostwo  Polski
  - Awans do półfinału Pucharu Mistrzów
  - Awans do półfinału Pucharu Zdobywców Pucharów
- 2000-2001:
  -  2. miejsce w Lidze
- 2000-2004:
  -  2x  srebrny medal Mistrzostw  Polski
  -  2x  brązowy medal Mistrzostw  Polski
- 2004-2007:
  - Awans  z drużyną  drugoligową do I B
- 2009-2010:
  -  Mistrzostwo Azerbejdżanu